# Berberis angustifolia
Berberis angustifolia är en berberisväxtart som beskrevs av Karl Theodor Hartweg och George Bentham. Berberis angustifolia ingår i släktet berberisar, och familjen berberisväxter. Inga underarter finns listade i Catalogue of Life.